# 13716 Trevino
13716 Trevino este un asteroid din centura principală de asteroizi.

## Descriere
13716 Trevino este un asteroid din centura principală de asteroizi. A fost descoperit pe 17 august 1998 la Socorro, New Mexico, în cadrul proiectului LINEAR. Asteroidul prezintă o orbită caracterizată de o semiaxă mare de 2,35 ua, o excentricitate de 0,14 și o înclinație de 6,8° în raport cu ecliptica.